# 梅森·穆爾
梅根·莫里森（英語：Megan Morrisson，1985年2月1日—）或稱作梅森·穆爾（英語：Mason Moore），是一位美國女色情演員和模特兒。
穆爾於2002年時，17歲的她曾偽造出生日期來擔任脫衣舞孃。穆爾於2005年進入成人界，當時她年僅20歲。

## 圖集

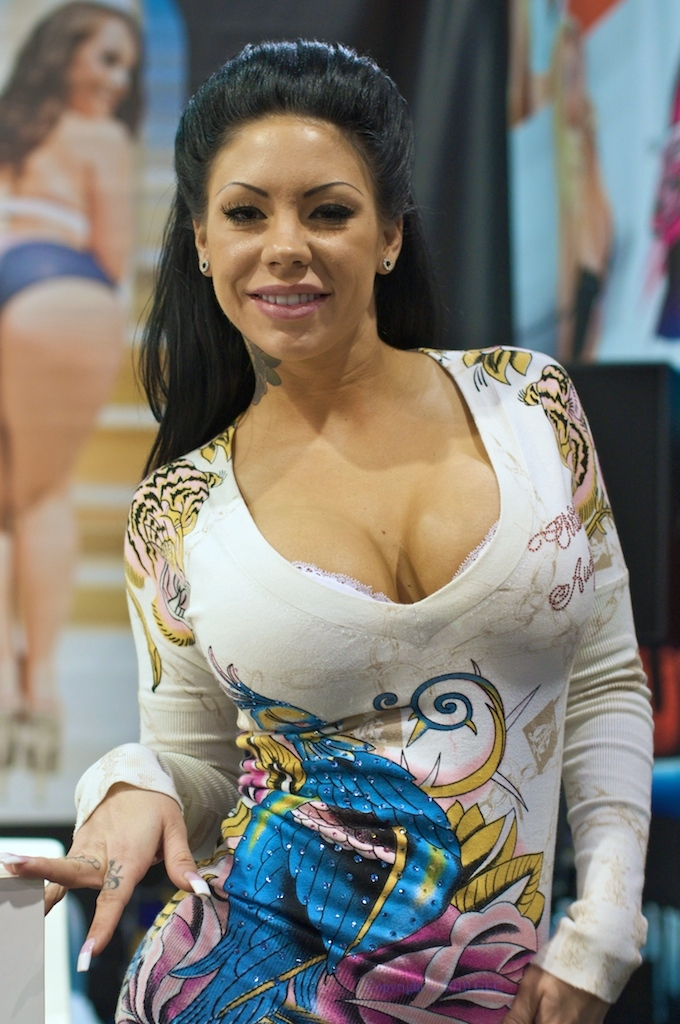
穆爾於2010年2月的AVN成人娛樂博覽會會場
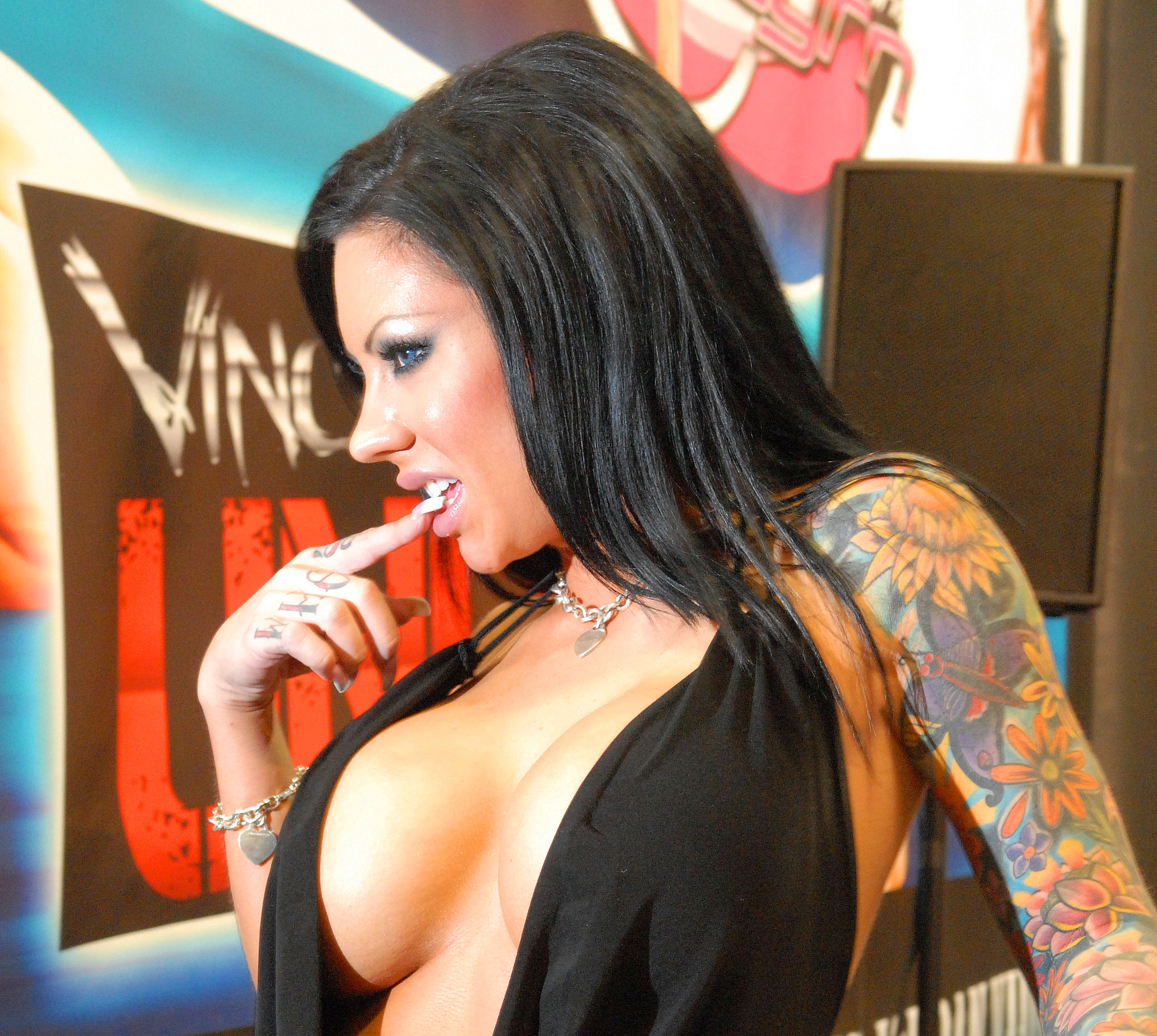
穆爾於2010年2月的AVN成人娛樂博覽會會場
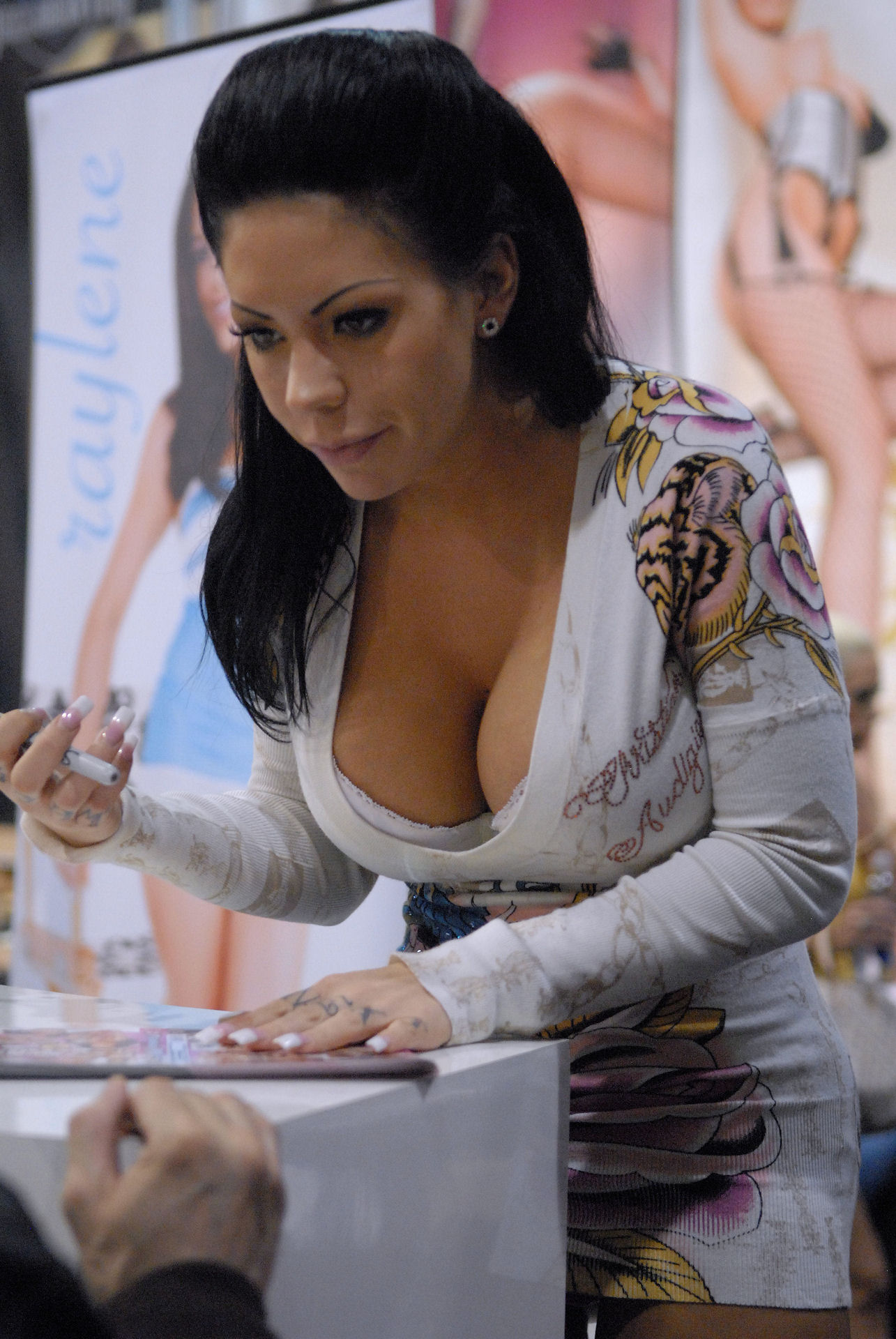
穆爾於2010年2月的AVN成人娛樂博覽會會場

## 外部連結
- 官方网站
- 梅森·穆爾在互联网电影资料库（IMDb）上的資料（英文）
- Mason Moore在網際網路成人電影資料庫
- 成人電影資料庫上Mason Moore的资料（英文）